# سرگئی خاریتونوف
سرگئی خاریتونوف (روسی: Серге́й Вале́рьевич Харито́нов؛ زادهٔ ۱۸ اوت ۱۹۸۰) بوکسور، ورزشکار هنرهای رزمی ترکیبی و پرسنل نظامی اهل روسیه است. از باشگاه‌هایی که در آن بازی کرده‌است می‌توان به گلدن گلوری اشاره کرد.